# イヴァネ・ジャヴァヒシヴィリ
イヴァネ・ジャヴァヒシヴィリ（Ivane Javakhishvili, グルジア語: ივანე ჯავახიშვილი、1876年4月11日 - 1940年11月18日）はジョージアの歴史家、言語学者であり、その膨大な作品は現代のジョージアの歴史と文化に多大な影響を与えた。彼はまた、トビリシ国立大学の創始者(1918)の一人であり、1919年から1926年までその学長を務めた。

## バイオグラフィー
イヴァネ・ジャヴァヒシヴィリは、グルジアのトビリシ（当時は帝政ロシアの一部）で、トビリシギムナジウムで教育者として勤めていた貴族のアレクサンドレ・ジャヴァヒシヴィリ(Alexander(Aleksandre) Ivanes Dze Javakhishvili, ალექსანდრე ივანეს ძე ჯავახიშვილი)公の下に生まれた。1899年にサンクトペテルブルク大学東洋学部を卒業後、彼は母校でアルメニア語・グルジア語文献学の私講師となった。1901年から1902年まで、彼はベルリン大学の客員研究員だった。1902年、彼は師匠であるニコライ・マルに付き添ってシナイ山に行き、そこで中世グルジアの写本を研究した。ジャヴァヒシヴィリの記念碑的であるが未完成のkartveli eris istoria（グルジアの歴史）の最初の巻が1908年から1914年にかけて刊行された後、この若い学者はすぐに、グルジアとコーカサスの歴史、グルジアの法律、古文書、外交、音楽、演劇、その他の分野の傑出した権威としての地位を確立し、これらの分野で画期的な研究を生み出した。 
1918年初頭、彼はトビリシにグルジアで最初の正規の大学を設立するのに尽力し、長年のグルジアの知識人たちが抱いていたが、一貫してロシア帝国当局に不満を抱いていた長年の夢を実現した。Javakhishviliが教授とグルジア史学科の学科長となったトビリシ大学(現在のイヴァネ・ジャヴァヒシヴィリ トビリシ国立大学,TSU、現在は彼の名前がついている)は、グルジアの教育生活において急速に支配的な位置を占めるようになった。1919年にジャヴァヒシヴィリは有名な化学者ペトレ・メリキシヴィリの後を受けて大学の第二代学長となり、1924年の反ソビエト八月蜂起の影響で非マルクス主義者の知識人に対する寛容性が縮小し始めた1926年6月まで務めた。彼は出版と教授を許されていたが、この辞職は彼の命を救ったのだろう。彼の大学時代の後継者は1936年から37年にかけてのスターリン主義者による大粛清の犠牲者の一人となったからである。彼は1938年にTSUを辞任せざるを得なかったが、間もなくジョージア国立博物館の歴史学部長に任命され、1940年にトビリシで死去するまでそこにとどまり、TSUの庭に埋葬された。 

## レガシーと作品

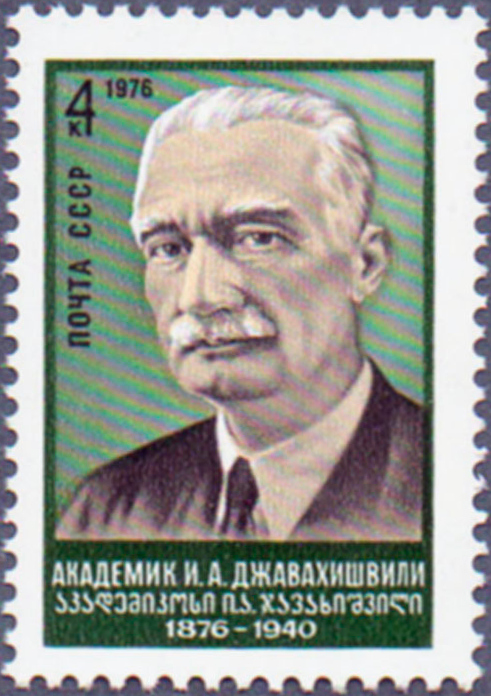
1976年のソビエトの切手のジャヴァヒシヴィリ
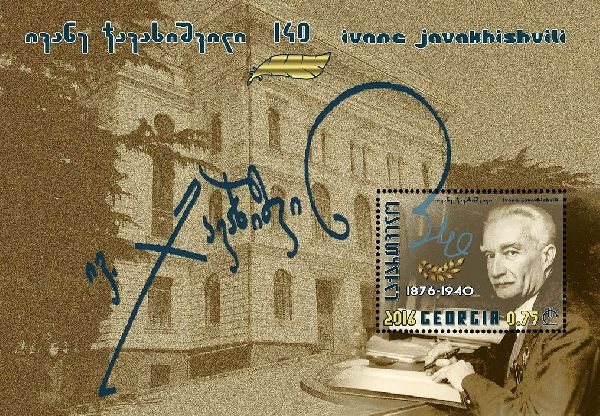
ジョージアの2016年の切手ジャヴァヒシヴィリ。アーティスト;G.カルトヴェリシヴィリ
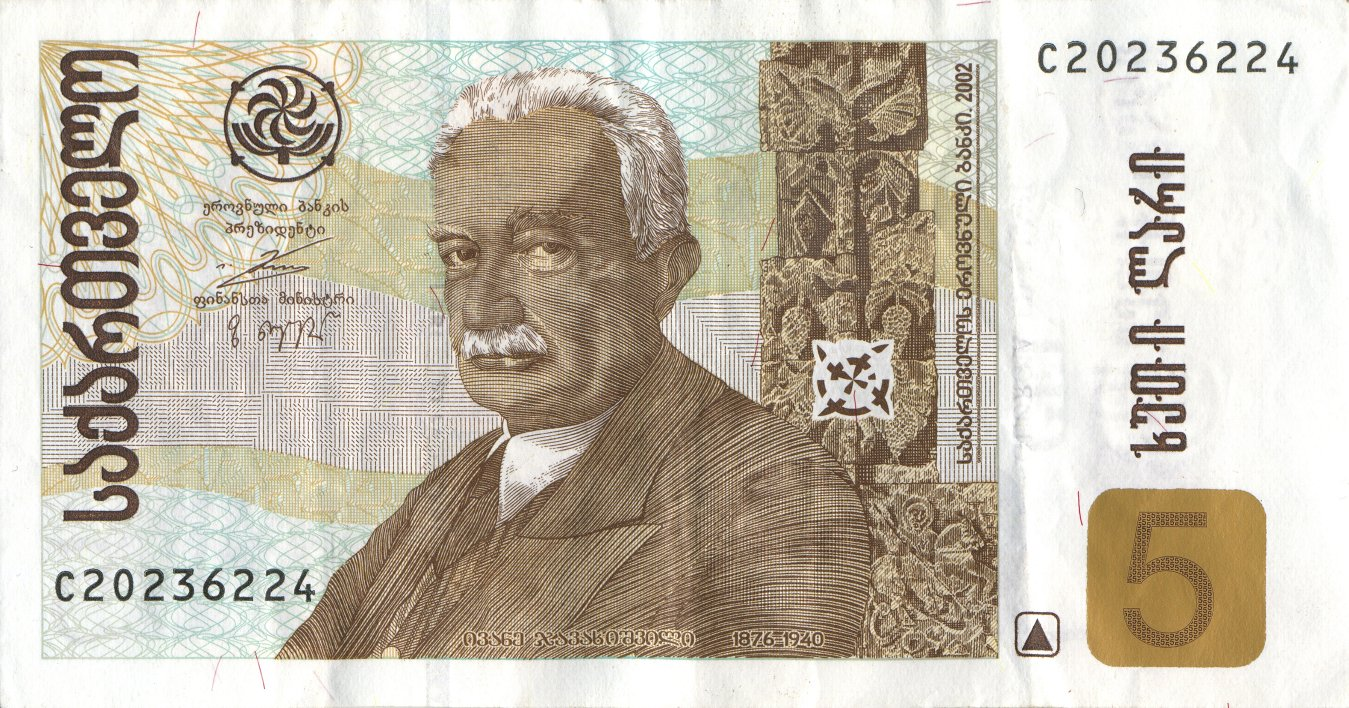
グルジアの5ラリ紙幣のジャヴァヒシヴィリ

 ジャヴァヒシヴィリは、グルジアの政治、文化、社会、経済の歴史のさまざまな側面を扱った作品を170点以上書いた。1908年に初版が出版されて以来、彼の主な著作であるA History of the Georgian Nation(1908年から1949年にかけて完全に出版された)は、前近代グルジア史を最も包括的かつ雄弁に扱った作品の一つであり続けている。残念ながら、それは他のどの言語にも翻訳されていない。ジャヴァヒシヴィリの最も影響力のある記事と本のいくつかは、A   History of the Georgian Nationを含めて、1977年と1998年の彼の全十二巻の作品集に転載されている。 